# Florentino Simón y Garriga
Florentino Simón y Garriga CMF (* 14. März 1868 in Murchante; † 23. November 1935) war ein römisch-katholischer Ordensgeistlicher und Prälat von São José do Alto Tocantins.

## Leben
Florentino Simón y Garriga trat der Ordensgemeinschaft der Claretiner bei und empfing am 8. November 1891 die Priesterweihe. Pius XI. ernannte ihn am 10. April 1931 zum Prälaten von São José do Alto Tocantins und Titularbischof von Leuce.
Der Erzbischof von São Paulo, Duarte Leopoldo e Silva, spendete ihm am 21. Juni desselben Jahres die Bischofsweihe; Mitkonsekratoren waren José Marcondes Homem de Melo, Erzbischof ad personam von São Carlos do Pinhal, und Francisco de Campos Barreto, Bischof von Campinas.